# Zatoka Batabanó
Zatoka Batabanó (hiszp. Golfo de Batabanó) – rozległa zatoka Morza Karaibskiego u południowo-zachodnich wybrzeży Kuby, oddzielająca wyspę Kubę od Wyspy Młodości.

## Geografia
Na północnym wybrzeżu zatoki, mającym około 130 km długości, rozciągają się kubańskie prowincje Pinar del Río, Artemisa, Mayabeque i Matanzas, a na południu zatoki znajduje się gmina Isla de la Juventud. Zachodnią granicą Zatoki Batabanó jest archipelag Cayos de San Felipe, a wschodnią granicę wyznacza Półwysep Zapata. Północno-wschodnią częścią zatoki jest Ensenada de la Broa. Zatoka Batabanó rozciąga się około 80 km na południe do Wyspy Młodości. Maksymalna głębokość tej zatoki wynosi 61 m. W Zatoce Batabanó jest zlokalizowanych około 350 wysp i wysepek z Archipelagu Canarreos. Zatoka jest ważnym ośrodkiem połowu gąbek, u jej wybrzeży znajduje się również Park Narodowy Ciénaga de Zapata.